# Koloví

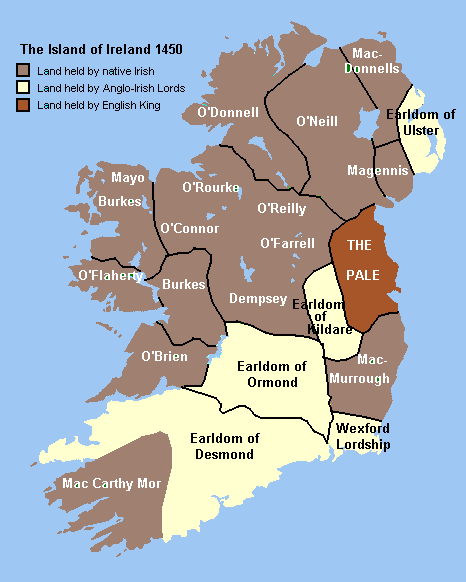
Koloví vyznačeno šedě na mapě Irska

Koloví (anglicky The Pale, irsky An Pháil, případně anglicky The English Pale a irsky An Pháil Shasanach, An Ghalltacht) je historické území v Irsku, které označuje oblast pod anglickou nadvládou ve středověku.
Vymezený opevněný trojúhelník vybíhající od východního irského pobřeží kolem Dublinu. Na severu jej vymezovala města Dundalk a Kells, na západě vybíhal k Lough Owel a na jihu jej lemovaly Wicklowské hory. Na konci 14. století se území ovládané Angličany zmenšilo právě na Koloví. Později se v 16. století stalo základnou pro tudorovské výboje na sever a západ – zejména do provincie Ulsteru.
Anglický název The Pale odkazuje na palisádu, jako odkaz na nutné opevnění území.